# Poa angustifolia
Poa angustifolia är en gräsart som beskrevs av Carl von Linné. Poa angustifolia ingår i släktet gröen, och familjen gräs. Inga underarter finns listade i Catalogue of Life.